# Pedro de Cardona

Pedro Folch de Cardona y Villena († 1450) aus dem Haus Folch de Cardona war Graf von Collesano und ernannter Ritter des Ordens vom Goldenen Vlies.

## Leben
Pedro de Cardona war der Sohn von Antonio de Cardona, Conte di Caltabellotta und Vizekönig von Sizilien (1416–1421), und Leonor Manoel de Vilhena (Manuel de Villena); er stammte aus dem Königreich Aragón, seine Eltern waren im Zusammenhang mit der Übernahme der Macht durch die Spanier nach Süditalien gekommen.
Die Grafschaft Collesano auf Sizilien erhielt er im Jahr 1444 für seine Verdienste (und die seines Vaters) dem König gegenüber. Sein Bruder Alfonso hatte 1439 bereits die Grafschaft Reggio Calabria für seine Leistungen bei der Eroberung von Neapel erhalten.
Pedro de Cardona wurde 1451 in den Orden vom Goldenen Vlies aufgenommen. Hintergrund der Aufnahme war die Absicht des Herzogs Philipp der Gute von Burgund, einen Kreuzzug zu organisieren. Um die Unterstützung des Königs Alfons V. von Aragon, der auch König und Sizilien war, für dieses Unternehmen zu gewinnen, nahm er ihn 1445 und sechs Jahre später zwei von dessen wichtigsten Beratern – Pedro de Cardona war Kammerherr und als Magister Justiciarius de Sicilia (Justiziar) – in den Orden auf (der andere war Juan de Guevara, Graf von Ariano).

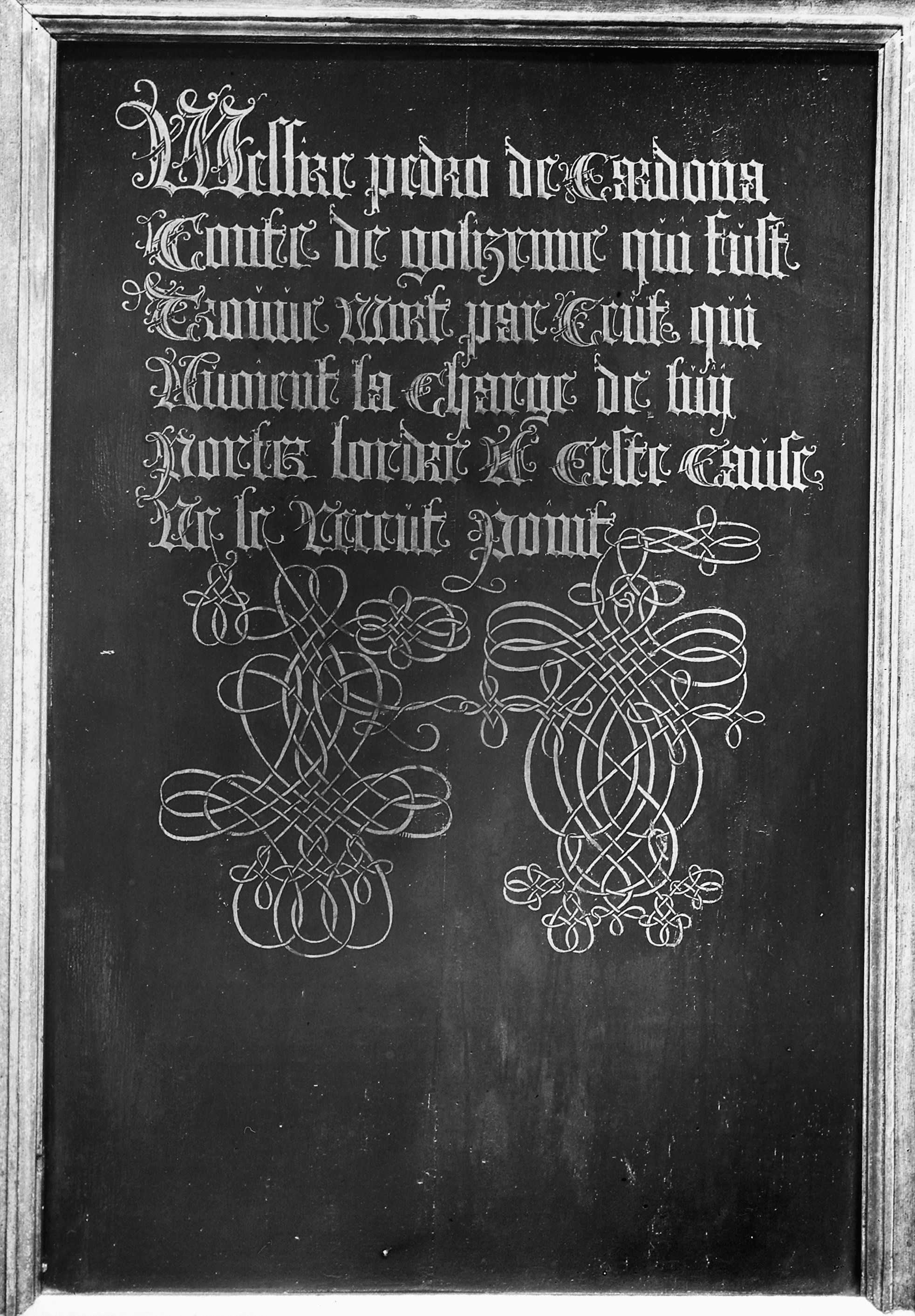
Tafel in der Groten Kerk in Den Haag

Als Cardonas Ordenskette von Jean le Fèvre, Seigneur de Saint-Rémy, als Wappenkönig sowie den Ordensrittern Jacques de Lalaing und Jean II. de Croÿ nach Sizilien gebracht worden war, mussten die Abgesandten der Herzogs feststellen, dass Pedro de Cardona bereits verstorben war; er hat die Ordenskette niemals tragen können.

## Familie
Pedro de Cardonas Ehefrau ist unbekannt. Er hatte einen Sohn, Artale († 1478), der ihm als 2. Graf von Collesano folgte; er wurde Gran Cancelliere del Regno di Sicilia.